# 盧戈韋 (梅利托波爾區)
46°58′31″N 35°28′9″E / 46.97528°N 35.46917°E
盧霍韋（烏克蘭語：Лугове）是位於烏克蘭東南部的村莊，由扎波羅熱州梅利托波爾區的泰爾平尼亞市鎮負責管轄。該村始建於1906年，面積1.91平方公里，2001年人口30，人口密度每平方公里15.8人。